# Rio Gruiu Scurt
O Rio Gruiu Scurt é um rio da Romênia, afluente do Lotrioara, localizado no distrito de Sibiu.